# Jagdgeschwader 106
La Jagdgeschwader 106 (JG 106) (106e escadron de chasseurs) est une unité de chasseurs de la Luftwaffe pendant la Seconde Guerre mondiale.
Active de 1943 à 1945, l'unité était destinée à la formation des pilotes de chasse.

## Opérations
La JG 106 opère sur différents avions au cours de son activité : 
- Arado Ar 96
- Messerschmitt Bf 108 et Bf 109
- Bücker Bü 131 et Bü 133
- Fiat CR.30, CR.32 et CR.42
- Focke-Wulf Fw 56 et Fw 190
- Heinkel He 45 et He 51
- Gotha Go 145
- North American NA-64
- Potez 63

## Organisation

### Stab. Gruppe
Formé le 20 mars 1943 à Lachen-Speyerdorf à partir du Stab/Jagdfliegerschule 6 (JFS 6). 

Il est dissous le 16 avril 1945.

Geschwaderkommodore (Commandant de l'escadron) :
| Début             | Fin               | Grade          | Nom                      |
| ----------------- | ----------------- | -------------- | ------------------------ |
| 20 mars 1943      | 28 septembre 1944 | Oberstleutnant | Henning Strümpell        |
| 29 septembre 1944 | Février 1945      | Oberstleutnant | Hans-Heinrich Brustellin |
| Février 1945      | 16 avril 1945     | Oberstleutnant | Herbert Wehnelt          |

### I. Gruppe
Formé le 20 mars 1943 à Lachen-Speyerdorf  à partir du I./JFS 6 avec :
- Stab I./JG 106 à partir du Stab I./JFS 6
- 1./JG 106 à partir du 1./JFS 6
- 2./JG 106 à partir du 2./JFS 6
- 3./JG 106 à partir du 3./JFS 6

Le 4./JG 106 est formé le 15 octobre 1944 à Reichenbach à partir du I./JG 113

Gruppenkommandeure (Commandant de groupe) :
| Début             | Fin               | Grade     | Nom                |
| ----------------- | ----------------- | --------- | ------------------ |
| 20 mars 1943      | 22 juin 1943      | Major     | Hans Mihlan        |
| 23 juin 1943      | 9 juillet 1943    | Major     | Karl-Heinz Schnell |
| 10 juillet 1943   | 28 septembre 1943 | Hauptmann | Erich Vollmer      |
| 29 septembre 1943 | 31 juillet 1944   | Major     | Karl-Heinz Schnell |
| 1er août 1944     | 16 avril 1945     | Hauptmann | Max Bucholz (en)   |

### II. Gruppe
Formé le 15 octobre 1944 à Laupheim  à partir du I./JG 113 avec :
- Stab II./JG 106 à partir du Stab I./JG 113
- 5./JG 106 à partir du 2./JG 113
- 6./JG 106 à partir du 3./JG 113
- 7./JG 106 nouvellement créé
- 8./JG 106 nouvellement créé

Le II./JG 106 est dissous le 22 avril 1945.

Gruppenkommandeure :
| Début           | Fin             | Grade        | Nom            |
| --------------- | --------------- | ------------ | -------------- |
| 15 octobre 1944 | 10 janvier 1945 | Major        | Franz Smolle   |
| 11 janvier 1945 | Mars 1945       | Hauptmann    | Erich Vollmer  |
| Mars 1945       | 22 avril 1945   | Oberleutnant | Helmut Neitzke |